# Nina Myers
Nina Myers a 24 című televíziós sorozat egyik szereplője, Sarah Clarke amerikai színésznő játssza.

## Szereplései
|  | Alább a cselekmény részletei következnek! |

### Az első évadban
Nina a CTU-ban dolgozik, mint Jack Bauer helyettese és az 1. napon segít megfékezni Ira Gaines-t, és segít megakadályozni a Palmer elleni merényletet. Jacknek a központból ad tanácsokat, hogyan találja meg az elrabolt lányát és feleségét. Intim kapcsolat alakul ki közte és kollégája Tony Almeida között.
Jamey Farrel CTU-s munkatársukról kiderül, hogy áruló. Nina és Tony hallgatja ki a nőt, de Jamey-t ez annyira felzaklatja, hogy szünetet kér, hadd gondolhassa át a dolgokat. Öngyilkosságot követ el, felvágja az ereit (erről a nap végén kiderül, Nina elkábította és megölte).
Miután Jack megöli Ira Gaines-t, visszatér a CTU-ba. Tudja, áruló van közöttük. Először Jamey-t gyanúsítja, majd Ninát, aki elhárítja magáról a gyanút. Miután megtalálják és kiszabadítják Teri Bauer-t és Kim Bauer-t, Nina velük tart egy védett házba, és kihallgatja őket. Terinek világos lesz, hogy Jacknek és Ninának – mikor a férfi korábban külön élt – viszonya volt. Többé nem lehet normálisan kihallgatni Terit. Nina elhagyja a védett házat, és visszatér a CTU-ba, másra bízza a kihallgatás folytatását. Támadás éri a védett házat, és Teri és Kim megszökik.
Este 11.00-kor kiderül, hogy Nina terroristáknak, Victor és Andre Drazennek dolgozik. Úgy mutatkozik be, hogy "Itt Jelena", tehát megtudjuk, nagy valószínűséggel szerb bevándorló és terrorista. Nina – Victor Drazen megbízására – elhiteti Jackkel, hogy a terroristák fogságába esett lánya tengerbe fulladt. Ezzel próbálják a terroristák Jack-et magukhoz csalni. Kim viszont megszökik, a tengerbe kell ugrania, de kiúszik, nem is tudják elfogni. Jack, mikor – Ninától – értesül lánya állítólagos haláláról, egyedül indul a terroristák ellen, megöli a Drazen testvéreket. A lövöldözés után megjelenő parti őrség tisztjétől viszont megtudja: aznap éjjel, abban a körzetben senki sem fulladt a tengerbe. Így Jack rájön, hogy Nina is biztosan áruló.
Jack felhívja a CTU vezetőjét George Mason-t, minden elmond Nináról. Jack kéri Mason-t, hogy – bizonyítékként – nézze meg a belső CCTV-felvételt Jamey korábbi kihallgatásáról. A felvételen jól látható, Nina megölte Jamey-t. Azonnali riadót fújnak a CTU-ban. A menekülő Nina elbújik az egyik helyiségben, kapcsolattartójával németül beszél, Münchenbe kell eljutnia. Utasítják, hogy azonnal töröljön ki mindent nyomot maga után, és meghatározott helyen várják majd. Eközben Teri Bauer meghallja Nina hangját és a német beszédet a folyosón. Benyit a helyiségbe, és meglát egy Nina által lelőtt, földön fekvő őrt. Teri rájön, hogy kicsoda Nina valójában. Nina túszul ejti Jack feleségét. Miután Nina kitörölt mindent, megkérdezi mobilon: "Hogyan juthatok Németországba?" A választ egy cetlire írja fel. Mielőtt kimegy, a székhez kötözött Terinek azt mondja, hogy majd ott megtalálják. Úgy tűnik, mintha Nina csak kimenne, de közben hasba is lövi Terit, aki meghal.
Az autóval menekülő Nina a garázsban összetalálkozik Jackkel. A lövöldözésben Jack eltalálja Ninát. Nina nekimegy egy parkoló autónak. A felbőszült Jack meg akarja ölni, mivel elhitette vele, hogy meghalt a lánya, de Mason lebeszéli róla. Jack még nem tudja, hogy Nina a feleségét is megölte. Ninát elkísérik és börtönbe zárják.

### A második évadban
Nina 1 évet ült börtönben, de ki kell hozni, mert fontos információkat tud. Az információkért cserébe elnöki kegyelmet kér, amit ha megadta a válaszokat, meg is kap. Ninától egy a CTU számára fontos személy, Mamud Faheen tartózkodási helyére kíváncsiak. Megtalálják, és el is fogják, de Nina megpróbál elszökni. Jack elkapja, de nem öli meg. Faheen nem tudja elmondani Syed Ali tartózkodási helyét, mert Nina megöli. A gépet lelövik, de Jack és Nina túlélik a támadást, majd ismeretlen katonák támadják őket. Jack rájön, hogy ez egy elit alakulat a Korallkígyó csoport, amiben régen ő is szolgált. Ninának és Jacknek össze kell fognia, hogy túléljék a támadást. Megölik a támadókat, de Nina túszul ejti Jacket. Úgy kér elnöki kegyelmet, hogy megöli Jacket, amit Palmer elnöknek meg kell adnia, és Jack felhatalmazást ad rá. Jacket nem sikerül megölnie Ninának, mivel csellel sikerül meglőni a kezét, de az elnöki kegyelmet megkapja és Észak-Afrikába viszik.

### A harmadik évadban
Nina elvileg Észak-Afrikában tartózkodik….
Jack Bauer Mexikóba utazik, hogy hatástalanítson egy biológiai fegyvert. Jack, Hector és Ramon Salazarral együtt megy átvenni a fegyvert Michael Amador-tól, és el akarták adni. Ám váratlan nehézségbe ütköztek, mivel egy ellenséges velük szemben licitáló csoporttal találták szemben magukat. Jack, nagyon meglepődött, amikor a másik licitáló személyében meglátta Nina Myerst. A licitálás megkezdődött, és Salazarék veszítettek, Nináékhoz került a fegyver. Mikor Jack újból találkozik Ninával, Nina foglyul ejti Jacket, és arra kéri, hogy csókolja meg, de rájön, hogy Jack becsapja, viszont Ninát a CTU csapatai elkapják. Hazafelé a gépen Nina játszadozni kezd Jackkel, mivel egy számot kell mondania, és egy vírussal megbénítja egy időre az egész CTU-t és csak Chloe lélekjelenlétének köszönhetik, hogy nem történik semmi baj. Nina, miután leszállnak Los Angelesben, a CTU-hoz kerül kihallgatásra. Ninát, a volt szerelme Tony hallgatja ki, aki nem érti, hogy Ninából, hogy lett ilyen ember. Mikor nem jutnak eredményre, Ninával, behívják Richardsot, a kínzóembert, de Nina, mielőtt elkezdenék, beleszúrja a nyakát egy tűbe, úgy, hogy egy artériáját találja el. Nina a műtőben, felébred, pisztolyt szerez, és megöli az orvosokat. Megpróbál megszökni, és megöl több biztonsági embert a CTU-ban, de Kim megállítja és fegyvert szegez rá, viszont Kim nem öli meg, és Nina megszerzi tőle a fegyvert, de mielőtt lelőhetné Kimet, Jack megérkezik, és lábon lövi. Nina magatehetetlenül fekszik a földön. Jack megkérdezi, hogy van-e még valami használható információja számára. Nina azt válaszolja, hogy igen, de erre Jack azt válaszolja, hogy nem nincs, és több lövéssel megöli. Így bosszút állt a felesége gyilkosán.
|  | Itt a vége a cselekmény részletezésének! |

## Külső hivatkozások
- Nina Myers profilja
- Nina Myers-interjú Archiválva 2011. május 17-i dátummal a Wayback Machine-ben